# Белла-Кочап, Армель
Армель Белла-Кочап (фр. Armel Bella-Kotchap; родился 11 декабря 2001, Париж, Франция) — немецкий футболист, защитник английского клуба «Саутгемптон». Выступал за сборную Германии.

## Клубная карьера

### «Бохум»
Выступал за молодёжные команды немецких клубов «Рот-Вайсс Ален», «Гримлингхаузен», «Боруссия Мёнхенгладбах», «Унтеррат» и «Дуйсбург». Летом 2017 года 15-летний игрок присоединился к молодёжной команде клуба «Бохум». В марте 2019 года подписал свой первый профессиональный контракт. 28 апреля 2019 года дебютировал в основном составе «Бохума» в матче Второй немецкой Бундеслиги против «Эрцгебирге». В сезоне 2020/21 помог «Бохуму» выиграть Вторую Бундеслигу и выйти в немецкую Бундеслигу — высший дивизион чемпионата Германии. 21 августа 2021 года дебютировал в немецкой Бундеслиге, выйдя в стартовом составе в матче против клуба «Майнц 05».

### «Саутгемптон»
В июне 2022 года подписал четырёхлетний контракт с английским клубом «Саутгемптон». 13 августа 2022 года дебютировал за «святых» в матче Премьер-лиги против «Лидс Юнайтед».

## Карьера в сборной
Выступал за сборные Германии до 18, до 20 лет и до 21 года.
26 сентября 2022 года дебютировал за главную сборную Германии в матче против сборной Англии.

## Достижения
«Бохум»
- Чемпион Второй немецкой Бундеслиги: 2020/21

ПСВ
- Чемпион Нидерландов: 2023/24

## Личная жизнь
Родился в Париже (Франция) в семье выходцев из Камеруна, но вырос в Германии. Его отец Сириль Флоран Белла выступал за сборную Камеруна.